# Забытые (фильм, 1950)
«Забытые» (вариант перевода «Достойные сострадания»; исп. Los Olvidados) — чёрно-белая драма Луиса Бунюэля из жизни мексиканских беспризорников. Решена в неореалистическом ключе с вкраплениями сюрреализма. Премьера состоялась 9 ноября 1950 года в Мексике. Фильм внесён в реестр ЮНЕСКО «Память мира».

## Сюжет
Тяжёлое детство в трущобах Мехико. Злые подростки грабят самых беззащитных жителей квартала — слепого уличного музыканта и безногого продавца папирос. Их кумир по прозвищу Плут (исп. El Jaibo), сбежав из тюрьмы, желает отомстить за донос Хулиану. Тот завязал с преступной компанией, работает на стройке и содержит отца-алкоголика. Во время выяснения отношений Плут хитростью убивает «предателя». Единственный свидетель преступления — юный Педро — должен держать язык за зубами из страха быть обвинённым в соучастии.
Доведённый до отчаяния устало-равнодушным отношением матери, Педро пытается встать на путь исправления и поступает работать в кузницу. Однажды туда забредает Плут и во время разговора с мальчиком крадёт дорогостоящий нож. Педро обвиняют в хищении и отправляют в колонию для несовершеннолетних. Ободрённый доверием со стороны директора колонии, Педро вновь попадает в лапы Плута. Он преследует негодяя и в пылу потасовки прилюдно обвиняет его в убийстве Хулиана. Случившийся рядом слепец вызывает полицию…

## В ролях
- Роберто Кобо — Плут
- Альфонсо Мехия — Педро
- Эстела Инда — мать Педро
- Франсиско Хамбрина — директор фермы-школы
- Мигель Инклан — Дон Кармело, слепой
- Хавьер Амескуа — Хулиан
- Альма Делия Фуэнтес — Мече
- Хесус Наварро — отец Хулиана
- Эфраин Араус — Рябой (исп. Cacarizo)
- Хорхе Перес — Плешивый (исп. Pelon)
- Марио Рамирес — Глазастый (исп. Ojitos)

- Антулио Хименес Понс — Копчёный (исп. Chicharronero)
- Хосе Лопес — бездомный
- Хосе Лоса — бездомный
- Диана Очоа — мать Рябого
- Эрнесто Алонсо — голос в начале фильма
- Сальвадор Кирос — хозяин кузницы
- Чарльз Рунер — педофил
- Виктор Мануэль Мендоса
- Анхель Мерино — Карлос
- Рамон Санчес — продавец лепёшек
- Викторио Бланко — старик
- Рубен Кампос — бездомный
- Даниэль Корона — бродяга
- Энердина Диас де Леон — торговка кукурузными лепёшками
- Патрисия Хименес Понс
- Эктор Лопес Портильо — Судья
- Антонио Мартинес — Пацанчик (исп. Chamaquito)
- Рамон Мартинес — Начо, брат Педро
- Хосе Морено Фуэнтес — полицейский
- Умберто Мости — заключённый
- Франсиско Мюллер — Мендоса
- Роберто Наваррете — бродяга
- Роса Перес
- Игнасио Солорсано — участник ярмарки
- Хуан Вильегас — дед Рябого
- Хуан Домингес
- Хосе Луис Эчеверрия
- Мигель Фуньес-мл.

## Съёмочная группа
- Постановка: Луис Бунюэль
- Сценарий: Луис Алькориса, Луис Бунюэль
- Оператор: Габриэль Фигероа
- Продюсеры: Серхио Коган, Оскар Дансижер
- Художник-постановщик: Эдвард Фицджеральд
- Композиторы: Родольфо Хальфтер, Густаво Питталуга
- Звукорежиссёр: Хесус Гонсалес Ганси
- Монтаж: Карлос Савахе

## Производство и прокат
По словам самого Бунюэля, фильм был вдохновлен картиной «Шуша» (1946) Витторио Де Сики и в более общем смысле — итальянским неореализмом. «Забытые» стали первым крупным международным хитом Бунюэля, вернув его имя из долгого забвения. Хотя некоторые сцены напрямую цитируют всем известную историю Оливера Твиста, продюсерам этот нескончаемый круговорот нищеты и преступности показался слишком мрачным. Чтобы «подсластить» горькую пилюлю для мексиканских зрителей, в начало вставили рассуждения о контрастах современных мегаполисов, а закончить его предполагалось хэппи-эндом. (Сцена счастливой развязки «всплыла» в одном из киноархивов только в 2002 году).
Если верить воспоминаниям режиссёра, «Забытые» вызвали ярость мексиканских профсоюзов, которые потребовали выслать Бунюэля из страны за «клевету на светлую действительность». В прокате фильм продержался всего четыре дня. Однако когда фильму присудили несколько призов на Каннском фестивале (в том числе за лучшую режиссуру), а Жак Превер опубликовал стихи «Los olvidados — дети, которых никто не любил, дети-убийцы, которых наш мир убил…», картина вернулась в мексиканские кинотеатры, а также была приобретена для показа в других странах.

## Мнения и отзывы
- Всеволод Пудовкин: «Фильм повествует о трагической судьбе безнадзорных нищих детей в Мексике. Автор фильма бесспорно художник. И материал, к которому он обращается, оживает у него в руках. Однако, к сожалению, Бунюэль теряет чувство меры, когда показывает страшный мир преступности, в который погружаются безнадзорные дети»[4].
- Джим Хоберман: «Этот низкобюджетный рассказ о ребятах с улиц Мехико, основанный на реальных происшествиях и на впечатлениях Бунюэля от своей новой родины, — шедевр социального сюрреализма и прототип киноужасов о трущобах стран „третьего мира“. Слабые охотятся на более слабых, собаки наряжены как люди, люди же умирают как собаки. В самом названии читается ирония: раз посмотрев этот фильм, забыть его невозможно»[5].
- Allmovie: «В мире Бунюэля мамаши поворачиваются спиной к сыновьям и спят с их приятелями, слепые бродяги заводят нескромные игры с девочками, богачи делают непристойные предложения мальчикам, а калеки брызжут таким ядом, что нам трудно сочувствовать, когда их бьют»[6].
- Дэйв Кер: «Очевидное отсутствие жалости к малолетним преступникам со стороны режиссёра — именно то, что превращает фильм в столь мощный социальный документ и образец будоражащей драмы. Здесь нет места ни сочувствию, ни сентиментальности»[7].
- Time Out: «Фильм открывает убийцу внутри каждого из нас. Персонажи поступают дурно не оттого, что их природа зла, а по причине бедности, страха, отсутствия любви. Пускай в основе лежат реальные улицы и неореалистическая наблюдательность, неизменный сюрреализм Бунюэля уводит нас в глубины внутренней жизни героев. Особенно примечательна замедленная, выбивающая из колеи сцена сновидения, в которой соединились все эдиповские опасения Педро»[8].

## Награды и номинации
- 1951 — Каннский кинофестиваль[9][10]:
  - номинация на Гран-при — Луис Бунюэль
  - приз за лучшую режиссуру — Луис Бунюэль
- 1951 — Премия «Ариэль»[11]:
  - Золотая премия «Ариэль» — Луис Бунюэль
  - Лучшая режиссура — Луис Бунюэль
  - Лучшая женская роль второго плана — Эстела Инда
  - Лучшая детская роль — Альфонсо Мехия
  - Лучшая юношеская роль — Роберто Кобо
  - Лучшая операторская работа — Габриэль Фигероа
  - Лучший адаптированный сценарий — Луис Алькориса и Луис Бунюэль
  - Лучший оригинальный сюжет — Луис Алькориса и Луис Бунюэль
  - Лучший монтаж — Карлос Савахе
  - Лучшая работа художника — Эдвард Фицджеральд
  - Лучший звук — Хосе Карлес
  - номинация на лучшую детскую роль — Альма Делия Фуэнтес
  - номинация на лучшую музыку к фильму — Родольфо Хальфтер и Густаво Питталуга
- 1953 — Премия «BAFTA»[12]:
  - номинация на лучший фильм — Луис Бунюэль
  - номинация на награду объединённых наций — Луис Бунюэль